# Felsővárosi Általános Iskola
A Felsővárosi Általános Iskola Gyöngyös város legfiatalabb oktatási intézménye, 1984 óta működik. Az épületben található 16 tanterem, ami a közel 600 főből álló diákságot szolgálja. A Felsővárosi Iskola diákjait 49 pedagógus oktatja. Az intézmény csatlakozott az ökoiskolai programhoz, melynek keretében 2009-ben a „madárbarát iskola" címet is elnyerték.

## A volt 2. Sz. Dózsa György Általános Iskola
Az egykori ispotály, majd 2. Sz. Dózsa György Általános Iskola, a Gyöngyösi Felsővárosi Általános Iskola átvett (a helyiek nyelvén "Örökölt") iskolája. Gyöngyös város általános iskoláinak 1996-os átszervezésével, az általános iskolák összevonásával a "2-es iskola" fennállásának 75. évében megszűnt létezni. Így a Dózsa György Általános Iskolában az 1995-96-os volt az utolsó tanév. Az intézmény megszűnésével az általános iskola szerepét a Felsővárosi Általános Iskola vette át.